# شابا دو
شابا دو (بالإنجليزية: Shabba Doo)‏ مواليد 11 مايو 1955 في شيكاغو، هو ممثل أمريكي بدأ مسيرته الفنية سنة 1975.

## الأعمال
- تانغو وكاش
- جليس الأطفال

## وصلات خارجية
- شابا دو على موقع IMDb (الإنجليزية)
- شابا دو على موقع ألو سيني (الفرنسية)
- شابا دو على موقع قاعدة بيانات برودواي على الإنترنت (الإنجليزية)
- شابا دو على موقع قاعدة بيانات الفيلم (الإنجليزية)
- شابا دو على موقع كينوبويسك (الروسية)
- الموقع الرسمي